# Les Enfants de la télé (Québec)
Pour les articles homonymes, voir Les Enfants de la télé.
Les Enfants de la télé est une émission de télévision québécoise diffusée sur la Télévision de Radio-Canada depuis le 15 septembre 2010. Elle fut animée par Véronique Cloutier et Antoine Bertrand entre 2010 et 2014. À partir de la 5e saison, l'équipe d'animation est composée d'André Robitaille et Édith Cochrane. Profitant de ce changement d'animateur, le logo de l'émission et le générique d'ouverture sont modifiés.
Les médias comparent le concept à un croisement entre Ici Louis-José Houde (produite par la même boîte) et Tout le monde en parle. D'ailleurs, ce sont les recherchistes de l'émission Ici Louis-José Houde qui fouillent les archives de Radio-Canada. Tout comme dans l'émission française du même nom, des invités défileront sur le plateau où ils verront certaines scènes de leurs projets précédents. Ils seront ensuite invités à commenter et à discuter de leur carrière à la suite de ces images d'archives.
Cette émission connaît un vif succès, battant son rival Fidèles au poste ! à TVA. L'émission sur le départ de Véronique Cloutier et Antoine Bertrand obtient le meilleur cotes d'écoute de cette émission avec près de 1 826 000 téléspectateurs.

## Épisodes et invités

### Première saison (2010-2011)
1. (15/09/10) : Normand Brathwaite, Dany Turcotte, Denise Filiatrault et Sonia Benezra.
2. (22/09/10) : Marina Orsini, Donald Lautrec, Mariloup Wolfe et Patrice L'Ecuyer.
3. (29/09/10) : Stéphane Rousseau, Danielle Ouimet, Marc-André Coallier et Sophie Prégent.
4. (06/10/10) : Joël Legendre, Élise Guilbault, André Robitaille et Louise Deschâtelets.
5. (13/10/10) : Pierre Brassard, Chantal Fontaine, Liza Frulla et Pierre Marcotte.
6. (20/10/10) : France Castel, Guillaume Lemay-Thivierge et Francis Reddy.
7. (27/10/10) : Jean-Michel Anctil, Isabelle Boulay, Fabienne Larouche et Donald Pilon.
8. (03/11/10) : Karine Vanasse, Daniel Lemire et Janette Bertrand.
9. (10/11/10) : Suzanne Lévesque, Sébastien Benoit et Denis Coderre.
10. (17/11/10) : Louise Latraverse, Mario Pelchat et Éric Salvail.
11. (24/11/10) : Mahée Paiement, Daniel Pinard et Guy A. Lepage.
12. (01/12/10) : Clémence DesRochers, Martin Petit et Guylaine Tremblay.
13. (08/12/10) : Patrick Groulx, Annie Brocoli, Louise Forestier et Rachid Badouri.
14. (05/01/11) : Spéciale des meilleurs moments avec quelques extraits inédits.
15. (12/01/11) : Michèle Richard, Ricardo Larrivée et France D'Amour.
16. (19/01/11) : François Massicotte, Réjean Tremblay, Sylvie Moreau et Hughette Proulx.
17. (26/01/11) : Janine Sutto, Charles Lafortune et Élyse Marquis.
18. (02/02/11) : Paul Houde, Marie-Soleil Michon et Louis Morissette.
19. (09/02/11) : Louisette Dussault, Jessica Barker et Guy Jodoin.
20. (16/02/11) : Alex Perron, Patricia Paquin et Serge Laprade.
21. (23/02/11) : Rémy Girard, Sonia Vachon et Sylvain Cossette.
22. (02/03/11) : Mario Jean, Nathalie Petrowski et Roch Voisine.
23. (09/03/11) : Véronique Béliveau, Mc Gilles et Michel Côté.
24. (16/03/11) : Mitsou Gélinas, Michel Louvain et Mireille Deyglun.
25. (23/03/11) : Andrée Boucher, René Richard Cyr et Anne Dorval.
26. (30/03/11) : Spéciale des meilleurs moments avec quelques extraits inédits.

### Deuxième saison (2011-2012)
1. (14/09/11) : Ginette Reno, Marie-Chantal Perron et Gildor Roy.
2. (21/09/11) : Bianca Gervais, Gilles Latulippe et Christian Bégin.
3. (28/09/11) : François Morency, Christine Chartrand et Jean-Michel Dufaux.
4. (05/10/11) : Yves Corbeil, Chantal Lamarre et Marcel Leboeuf.
5. (12/10/11) : Claude Meunier, Dorothée Berryman et Jean-Nicolas Verreault.
6. (19/10/11) : Pauline Martin, Normand D'Amour et Chantal Lacroix.
7. (26/10/11) : Monique Miller, Bruno Pelletier et Pénélope McQuade.
8. (02/11/11) : Jacques Boulanger, Andrée Lachapelle et Bernard Derome.
9. (09/11/11) : Marie Plourde, Patrick Bourgeois et Louise Portal.
10. (16/11/11) : Paolo Noël, Josée Boudreault et Michel Barrette.
11. (23/11/11) : André Ducharme, Marie-Josée Taillefer et Guy Nadon.
12. (30/11/11) : Denis Bouchard, Julie Le Breton et Jacques Duval.
13. (07/12/11) : Michel Forget, Anne-Marie Cadieux et Benoit Brière.
14. (14/12/11) : Spéciale Bye Bye avec Dominique Michel, Patrice L'Écuyer, France Castel et autres.
15. (04/01/12) : Spéciale des meilleurs moments avec quelques extraits inédits.
16. (11/01/12) : Yves P. Pelletier, Mélanie Maynard et Michel Bergeron.
17. (18/01/12) : Simon Durivage, Catherine Trudeau et Jean-François Mercier.
18. (25/01/12) : Jean-Marc Parent, Monique Mercure et France Beaudoin.
19. (01/02/12) : Geneviève Brouillette, Lucien Francoeur et Louison Danis.
20. (08/02/12) : Yves Desgagnés, Patsy Gallant et André-Philippe Gagnon.
21. (15/02/12) : Diane Lavallée, Marc Messier et Hélène Florent.
22. (22/02/12) : Stephan Bureau, Marguerite Blais et Bernard Fortin.
23. (29/02/12) : Laurent Paquin, Luce Dufault et Gilles Renaud.
24. (07/03/12) : Michel Courtemanche, Claudette Dion et Gaston Lepage.
25. (14/03/12) : Manuel Hurtubise, Béatrice Picard et Alain Dumas.
26. (21/03/12) : Anthony Kavanagh, Martine St-Clair et Vincent Bolduc.
27. (28/03/12) : Pierrette Robitaille, Dan Bigras et Anne-Marie Withenshaw.
28. (04/04/12) : Spéciale des meilleurs moments avec quelques extraits inédits.

### Troisième saison (2012-2013)
1. (12/09/12) : Maude Guérin, Maxim Martin et Paul Piché.
2. (19/09/12) : Michel Rivard, Micheline Lanctôt et Jean-Luc Mongrain.
3. (26/09/12) : Mario Saint-Amand, Isabelle Maréchal et Martin Matte.
4. (03/10/12) : Emmanuel Bilodeau, Josée Deschênes et Mario Lirette.
5. (10/10/12) : Michel Charette, Nicole Leblanc et Réal Béland.
6. (17/10/12) : Johanne Blouin, Mario Tremblay et Julie Perreault.
7. (24/10/12) : Spéciale Galas avec Louis-José Houde, Normand Brathwaite, Sylvie Moreau  et Martin Petit.
8. (31/10/12) : André Montmorency, Marie-Chantal Toupin et Patrice Bélanger.
9. (07/11/12) : Denise Bombardier, Jean-Pierre Ferland et Patrice Robitaille.
10. (14/11/12) : Marie-Lise Pilote, Michel Jasmin et Joe Bocan.
11. (21/11/12) : Peter MacLeod, Lise Watier et Denis Bernard.
12. (28/11/12) : JiCi Lauzon, Renée Martel et Pascale Montpetit.
13. (05/12/12) : Mike Ward, Louise Turcot et Pierre-François Legendre.
14. (12/12/12) : Spéciale Émissions jeunesse avec Christine Lamer, Claude Steben, Linda Wilscam, Claude Lafortune, Paul Buissonneau, Edgar Fruitier, Michèle Deslauriers, Claire Pimparé, François Chénier, Hugo Saint-Cyr, Marc-André Coallier,  Guy Jodoin, Stéphane Bellavance, Mariloup Wolfe et Denis Houle.
15. (09/01/13) : Spéciale «Jamais vu».
16. (16/01/13) : Stéphane Laporte, Suzanne Lapointe et José Gaudet.
17. (23/01/13) : Luc Guérin, Danielle Proulx et Patrick Norman.
18. (30/01/13) : Marie-Thérèse Fortin, Patrice Coquereau et Laurence Jalbert.
19. (06/02/13) : Raymond Bouchard, Sophie Cadieux et François Léveillé.
20. (13/02/13) : Spéciale Grands moments de la télévision avec Paul Houde, Marie-France Bazzo, Jean-René Dufort et Bernard Derome.
21. (20/02/13) : Joel Denis, Isabelle Vincent et Vincent Bilodeau.
22. (27/02/13) : Claudine Mercier, Marcel Sabourin et Geneviève Rioux.
23. (06/03/13) : Réal Bossé, Francine Ruel et Pierre Verville.
24. (13/03/13) : Yves Jacques, Pascale Bussières et Shirley Théroux.
25. (20/03/13) : Éric Bernier, Marie-Denise Pelletier et Véronique Le Flaguais.
26. (27/03/13) : Spéciale «Jamais vu».

### Quatrième saison (2013-2014)
1. (11/09/13) : Luc Picard, Chantal Pary et Rémi-Pierre Paquin.
2. (18/09/13) : Pierre Curzi, Brigitte Lafleur et Stéphane Archambault.
3. (25/09/13) : Garou, Dominique Michel et Xavier Dolan.
4. (02/10/13) : James Hyndman, Marie Tifo et Dominic et Martin.
5. (09/10/13) : Michel Dumont, Isabel Richer et Édith Butler.
6. (16/10/13) : Germain Houde, Mélissa Désormeaux-Poulin et Tex Lecor.
7. (23/10/13) : Nathalie Mallette, Daniel Lavoie et Sœur Angèle.
8. (30/10/13) : Spéciale Les grands moments avec Paul Houde, Jean-François Lépine, Patrick Lagacé et Marie-Soleil Michon.
9. (06/11/13) : Sylvie Boucher, Renée-Claude Brazeau et Jean-Pierre Coallier.
10. (13/11/13) : Édith Cochrane, Raoul Duguay et Mario Tessier.
11. (20/11/13) : Robert Charlebois, René Homier-Roy et Macha Limonchik.
12. (27/11/13) : Sophie Faucher, Claude Dubois et Roxane Gaudette-Loiseau.
13. (04/12/13) : Grégory Charles, Linda Sorgini et Sylvain Marcel.
14. (11/12/13) : Spéciale Émissions de variétés avec Grégory Charles, Joël Legendre, Nicole Martin, Jacques Boulanger, Ginette Reno, Michel Louvain, Michèle Richard et Éric Salvail.
15. (08/01/14) : Spéciale «Jamais vu».
16. (15/01/14) : Claude Legault, Hélène Bourgeois Leclerc et Nanette Workman.
17. (22/01/14) : Lucie Laurier, André Robitaille et Manuel Tadros.
18. (29/01/14) : Diane Tell, Gilbert Sicotte et Louis Champagne.
19. (05/02/14) : Spéciale Olympiques avec Guy Carbonneau, Jean Pagé, Louis-José Houde, Louis Morissette, Marie-Claude Savard, Annie Pelletier, Étienne Boulay, Paul Houde, Claude Quenneville, Sébastien Benoit et Jean-Luc Brassard.
20. (26/02/14) : Spéciale «Jamais vu».
21. (05/03/14) : Guillaume Lemay-Thivierge, Patrick Groulx et Claire Lamarche.
22. (12/03/14) : Rita Lafontaine, Serge Postigo et Jacynthe René.
23. (19/03/14) : Anne-Marie Losique, Didier Lucien et Louis-Georges Girard.
24. (26/03/14) : Louise Marleau, Marc-André Grondin et Martin Deschamps.
25. (02/04/14) : Judi Richards, Jean Airoldi et Laurence Leboeuf.
26. (09/04/14) : Spéciale du dernier épisode de Véro avec Alain Dumas, Alex Perron, Mahée Paiement, Élyse Marquis, Joël Legendre, Éric Salvail, Mariloup Wolfe et Michel Courtemanche[4].

### Cinquième saison (2014-2015)

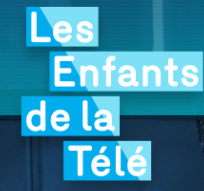
Logo de 2014 à 2018

1. (10/09/14) : Éric Lapointe, Edgar Fruitier et Anne Casabonne.
2. (17/09/14) : Vincent Graton, Caroline Dhavernas et Dany Laferrière.
3. (24/09/14) : Véronique Cloutier, Michel Girouard et Les Denis Drolet.
4. (01/10/14) : Geneviève Borne, Normand Chouinard et Josélito Michaud.
5. (08/10/14) : Jean Lapointe, Isabelle Blais et Bruno Blanchet.
6. (15/10/14) : Spéciale Publicité avec André Ducharme, Marie-Chantal Perron, Rémy Girard et Dominic Arpin.
7. (22/10/14) : Paul Doucet, Caroline Néron et Michel Tremblay.
8. (29/10/14) : Mado Lamotte, Albert Millaire et Céline Bonnier.
9. (05/11/14) : Carole Laure, Pierre Brassard et Anick Lemay.
10. (12/11/14) : Chloé Sainte-Marie, Jacques L'Heureux et Marc Hervieux.
11. (19/11/14) : Claire Pimparé, Varda Étienne et Pierre Lebeau.
12. (26/11/14) : Louise Forestier, François Papineau et Isabelle Racicot.
13. (03/12/14) : Pierre Lapointe, Angèle Coutu et Alexis Martin.
14. (10/12/14) : Spéciale Familles légendaires des téléromans avec Janette Bertrand, Rémy Girard, Anne Dorval, Claude Meunier, Isabelle Lajeunesse, Joanne Verne, Ghislaine Paradis, Robert Toupin, Daniel Brière, Joey Scarpellino, Raphaël Grenier-Benoît, Louis-Philippe Beauchamp, Nicole Leblanc, Daniel Gadouas, Denys Paris, Louison Danis, Hélène Bourgeois Leclerc, Claude Laroche, Marina Orsini, Germain Houde, Johanne Marie Tremblay, Diane Lavallée, Josée Deschênes et Marc Messier.
15. (07/01/15) : Spéciale «Jamais vu».
16. (14/01/15) : Antoine Bertrand, Francine Grimaldi et Patrick Labbé.
17. (21/01/15) : Suzanne Champagne, Kevin Parent et Jacques Demers.
18. (28/01/15) : Maxim Roy, Luc De Larochellière et Gilles Proulx.
19. (04/02/15) : Anne-Marie Dussault, René Simard et Marie-Hélène Thibault.
20. (11/02/15) : Guy Fournier, Anne Létourneau et Émile Proulx-Cloutier.
21. (18/02/15) : Valérie Blais, Stéphane Crête et Christiane Charette.
22. (25/02/15) : Diane Jules, Daniel Boucher et François Pérusse.
23. (04/03/15) : Patricia Paquin, Michèle Deslauriers et François Létourneau.
24. (11/03/15) : Spéciale Cinéma avec Karine Vanasse, Ricardo Trogi, Michel Côté, Anne-Marie Cadieux, Denise Filiatrault, Marcel Sabourin, Daniel Pilon et Franco Nuovo.
25. (18/03/15) : Spéciale Les grandes histoires avec Bernard Derome, Patrice L'Écuyer, Fabienne Larouche, Guy Mongrain, Marie Eykel et Charles Tisseyre.
26. (01/04/15) : Spéciale «Jamais vu».

### Sixième saison (2015-2016)
1. (09/09/15) : Alain Choquette, Catherine-Anne Toupin et Normand Brathwaite.
2. (16/09/15) : Jean-Michel Anctil, Marie-Ève Janvier et Zachary Richard.
3. (23/09/15) : Thérèse Dion, Guy Nantel et Cathy Gauthier.
4. (30/09/15) : Spéciale Publicité avec Patricia Paquin, Rémy Girard, France Castel et Yves P. Pelletier.
5. (07/10/15) : Claude Poirier, Sarah-Jeanne Labrosse et Frédérick De Grandpré.
6. (14/10/15) : Deano Clavet, Louise-Josée Mondoux et Stéphane Rousseau.
7. (21/10/15) : Spéciale Émissions de service avec Claude Saucier, Chantal Lacroix, Gino Chouinard et Clodine Desrochers.
8. (28/10/15) : Patrick Huard, Suzanne Clément et Gérard Poirier.
9. (04/11/15) : Martin Drainville, Catherine Proulx-Lemay et Simon-Olivier Fecteau.
10. (11/11/15) : Luc Senay, Françoise Faucher et Charles Lafortune.
11. (18/11/15) : Philippe Laprise, Michèle Richard et Claude Rajotte.
12. (25/11/15) : Ariane Moffatt, André Sauvé et Claude Laroche.
13. (02/12/15) : Spéciale Cuisine avec Ricardo Larrivée, Daniel Vézina, Sœur Angèle, Claudette Taillefer et Marie-Josée Taillefer.
14. (09/12/15) : Spéciale Humour avec Daniel Lemire, Katherine Levac, Jean-François Mercier, Pauline Martin, Sylvie Moreau, Réal Béland, François Morency, Léane Labrèche-Dor, Richard Z. Sirois et François Avard.
15. (13/01/16) : Spéciale «Jamais vu».
16. (20/01/16) : Guy Jodoin, Sylvie Fréchette et Louis-Jean Cormier.
17. (27/01/16) : Stéphane Bellavance, Johanne Fontaine et Francis Reddy.
18. (03/02/16) : Spéciale Les Pays d'en haut avec Pierre Lebeau, Andrée Champagne, Vincent Leclerc, Maxime Le Flaguais, Rémi-Pierre Paquin et Julie Le Breton.
19. (10/02/16) : Christian Bégin, Sylvie Léonard et Jim Corcoran.
20. (17/02/16) : Julie Bélanger, Serge Chapleau et Sugar Sammy.
21. (24/02/16) : Élise Guilbault, Guy Richer et Alexandre Despatie.
22. (02/03/16) : Christine Lamer, Antoine Olivier Pilon et Guylaine Tremblay.
23. (09/03/16) : Michel Barrette, Marie-Claude Barrette et Frédéric Pierre.
24. (16/03/16) : Spéciale 30 vies avec Dan Bigras, Benoit McGinnis, Julie Perreault, Louis Champagne, Mariloup Wolfe, Benoît Brière et Mélissa Désormeaux-Poulin.
25. (23/03/16) : Alain Zouvi, Marie-Soleil Dion et Michel Rivard.
26. (30/03/16) : Spéciale «Jamais vu».

### Septième saison (2016-2017)
1. (14/09/16) : Jean-François Breau, Danièle Ouimet et Anne-Élisabeth Bossé.
2. (21/09/16) : Spéciale Marc Labrèche avec Josée Deschênes, Léane Labrèche-Dor, Anne Dorval, Élise Guilbault, Pierre Brassard, Paul Houde et Bruno Blanchet.
3. (28/09/16) : Paul Ahmarani, Lynda Lemay et Yves Desgagnés.
4. (05/10/16) : Macha Grenon, Daniel Brière et Louise Deschâtelets.
5. (12/10/16) : Spéciale Quiz avec Guy Mongrain, Élyse Marquis, Yves P. Pelletier et Sébastien Benoit.
6. (19/10/16) : Jean-Marie Lapointe, Véronic DiCaire et Benoît McGinnis.
7. (26/10/16) : Spéciale Musique avec René Simard, Isabelle Boulay, Guy Latraverse, Jean-Pierre Ferland et Brigitte Boisjoli.
8. (02/11/16) : Antoine Vézina, Lynda Johnson et Julien Poulin.
9. (09/11/16) : Mario Jean, Julie Deslauriers et Claude Prégent.
10. (16/11/16) : Philippe Bond, Roger Léger et Louise Laparé.
11. (23/11/16) : Martine Francke, Vincent Vallières et Gilbert Rozon.
12. (30/11/16) : Alexandre Barrette, Christiane Pasquier et Boom Desjardins.
13. (07/12/16) : Spéciale Cuisine avec Daniel Pinard, Christian Bégin, Dany St-Pierre, Johanne Despins et Louis-François Marcotte.
14. (14/12/16) : Pénélope McQuade, Xavier Dolan, Joël Denis, Sonia Benezra et Shirley Théroux.
15. (11/01/17) : Spéciale «Jamais vu».
16. (18/01/17) : Tammy Verge, Gilles Girard et Jeff Boudreault.
17. (25/01/17) : Sylvie Bernier, Benoît Gouin et Alexandre Goyette.
18. (01/02/17) : Catherine Brunet, Mike Bossy et David La Haye.
19. (08/02/17) : Spéciale Claude Legault avec Julie Perreault, Guylaine Tremblay, Didier Lucien, Podz, Réal Bossé, Julien Poulin, Louis Champagne et Stéphane Crête.
20. (15/02/17) : Alain Lefèvre, Gino Chouinard et Maude Guérin.
21. (22/02/17) : Spéciale Lise Dion avec sa fille Claudine Hébert, Louise Richer, Danielle Ouimet, François Massicotte, José Gaudet et Pierrette Robitaille.
22. (01/03/17) : Maripier Morin, Normand Lévesque et Jean-Thomas Jobin.
23. (08/03/17) : Spéciale Femmes avec Janette Bertrand, Denise Bombardier, Céline Galipeau, Mariana Mazza, Aline Desjardins et Chantal Machabée.
24. (15/03/17) : Rodger Brulotte, Laurent Paquin et Sylvie Potvin.
25. (22/03/17) : Marc Béland, Pier-Luc Funk et Louise Richer.
26. (29/03/17) : Spéciale «Jamais vu» avec Claude Legault, Lise Dion, Philippe Bond, Gino Chouinard, Maripier Morin, Véronic DiCaire, Daniel Brière, Pier-Luc Funk, Céline Galipeau, Alexandre Barrette, Réal Bossé, Alain Lefèvre, Jean-Marie Lapointe, Anne-Élisabeth Bossé et autres.

### Huitième saison (2017-2018)
1. (13/09/17) : Pauline Marois, Étienne Boulay et Vincent-Guillaume Otis.
2. (20/09/17) : Marie-Claude Savard, Gilles Renaud et Dominic Paquet.
3. (27/09/17) : Guy Nadon, Geneviève Rochette et Pierre-Yves Lord.
4. (04/10/17) : Spéciale Marc Messier avec Diane Lavallée, Michel Côté, Michel Forget, Antoine Bertrand, Marina Orsini, Catherine-Anne Toupin, Marcel Gauthier, Roc LaFortune et Pierre Lebeau.
5. (11/10/17) : Spéciale Publicité avec Normand Brathwaite, Geneviève Brouillette, Donald Pilon et Bruno Marcil.
6. (18/10/17) : Josée Lavigueur, Vincent Leclerc et Patrick Zabé.
7. (25/10/17) : Anouk Meunier, Phil Roy et Gildor Roy.
8. (01/11/17) : Magalie Lépine-Blondeau, Winston McQuade et Jean-François Baril.
9. (08/11/17) : Emmanuel Bilodeau, Angèle Dubeau et Bruno Landry.
10. (15/11/17) : Émilie Bibeau, Pierre Flynn et Patrick Lagacé.
11. (22/11/17) : Rebecca Makonnen, Belgazou et Jean L'Italien.
12. (29/11/17) : Patrick Drolet, Martin Larocque et Mitsou.
13. (06/12/17) : Spéciale Julie Snyder avec Roch Voisine, Normand Brathwaite, Marguerite Blais, Stéphane Laporte, Wilfred LeBouthillier, Maripier Morin et Janette Bertrand.
14. (13/12/17) : Spéciale Les vrais enfants de la télé de Noël avec Antoine Durand, Fanny Lauzier, Guillaume Lemay-Thivierge, Jessica Barker, Vincent Bolduc, Louise Marleau, Bianca Gervais, Élizabeth Blouin-Brathwaite, Maxime Desbiens-Tremblay, Sophie Nélisse et Sébastien Tougas. (120 minutes)
15. (10/01/18) : Spéciale «Jamais vu» avec Julie Snyder, Emmanuel Bilodeau, Marina Orsini, Patrick Lagacé, Mitsou, Pierre-Yves Lord, Jean-François Baril, Rebecca Makonnen, Martin Larocque, Stéphane Laporte, Angèle Dubeau, Dominic Paquet et autres.
16. (17/01/18) : Spéciale Réno-Déco avec Saskia Thuot, Marie-Lise Pilote, Chantal Lacroix, Marie-Christine Lavoie et Michèle Richard.
17. (24/01/18) : Daniel Parent, Lulu Hughes et Vincent Graton.
18. (31/01/18) : Spéciale André Robitaille, animée par Pierre-Yves Lord et Virginie Fortin, avec France Beaudoin, Vincent Bolduc, Jacques Chevalier, Normand Chouinard, Bernard Fortin, Martine Francke, David Francke-Robitaille, Lili Francke-Robitaille, Liza Frulla, Isabelle Lacasse, Marcel Leboeuf, Pascale Lévesque, Marie-Chantal Perron, Richard Z. Sirois et Mariloup Wolfe.
19. (07/02/18) : Louise Forestier, Joëlle Morin et Maxime Le Flaguais.
20. (28/02/18) : François Bellefeuille, Lara Fabian et Jean-Pierre Bergeron.
21. (07/03/18) : Spéciale Country avec Patrick Norman, Mara Tremblay, Paul Daraîche, Lisa LeBlanc et Guylaine Tanguay.
22. (14/03/18) : Pierre Hébert, Sophie Prégent et Herby Moreau.
23. (21/03/18) : Benoît Brière, Jocelyne Cazin et Stéphane Demers.
24. (28/03/18) : Jean Pagé, Fanny Mallette et Jean-Philippe Dion.
25. (04/04/18) : Spéciale Martin Matte avec Julie Le Breton, Martin Perizzolo, Christian Bégin, Patrice Robitaille, Fabien Cloutier, Diane Tell et Julie Ménard.
26. (11/04/18) : Spéciale «Jamais vu» avec Pauline Marois, Sophie Nélisse, Julie Snyder, Guylaine Tanguay, Lara Fabian, Martin Matte, Liza Frulla, Vincent Bolduc, Isabelle Lacasse, Pascale Lévesque, Anouk Meunier, Sébastien Tougas, Fanny Lauzier, Saskia Thuot, Jean-Philippe Dion, Herby Moreau, Jean-François Baril, Belgazou et autres.

### Neuvième saison (2018-2019)
1. (12/09/18) : MC Gilles, Dumas et Patsy Gallant.
2. (19/09/18) : Muriel Dutil, Sophie Cadieux et Patrice Robitaille.
3. (26/09/18) : Evelyne Brochu, France Castel et Yann Perreau.
4. (03/10/18) : Anthony Kavanagh, David Boutin et Marie Laberge.
5. (10/10/18) : Véronique Claveau, Jacques Rougeau et Gabriel Sabourin.
6. (17/10/18) : Messmer, Debbie Lynch-White et Jean-Pierre Chartrand.
7. (24/10/18) : Spéciale Janette Bertrand avec Guy A. Lepage, Dominique Lajeunesse, Isabelle Lajeunesse, Martin Lajeunesse, Marcel Sabourin, Élise Guilbault, Mario Saint-Amand, Diane Jules et Dr Réjean Thomas.
8. (31/10/18) : Spéciale Vilains du petit écran avec Normand D'Amour, Catherine Trudeau, Rémi-Pierre Paquin, Catherine-Anne Toupin, André Ducharme, Stéphane Crête, Marc Beaupré et Jean-François Ruel.
9. (07/11/18) : Christine Beaulieu, Louis Morissette et Corneille.
10. (14/11/18) : Marie-Mai, Sébastien Diaz et Pierre Curzi.
11. (21/11/18) : Emmanuel Auger, Natasha St-Pier et François Morency.
12. (28/11/18) : Spéciale 25 ans de La Petite Vie avec Claude Meunier, Marc Labrèche, Marc Messier, Diane Lavallée, Guylaine Tremblay, Bernard Fortin, Rémy Girard et Josée Deschênes.
13. (05/12/18) : Spéciale Louis-José Houde avec Patrick Groulx, Normand Brathwaite, Dominic Paquet, Benoît Brière, Karine Vanasse, Phil Roy et Ariane Moffatt.
14. (12/12/18) : Spéciale 50 ans du Bye bye avec Donald Lautrec, Louise Latraverse, Michèle Deslauriers, Pauline Martin, Michel Côté, Marc Messier, Yves Jacques, Patrice L'Écuyer, Rock et Belles Oreilles, Louis Morissette, Véronique Cloutier, Simon-Olivier Fecteau, Pierre Brassard et Anne Dorval. (120 minutes)
15. (09/01/19) : Spéciale «Jamais vu» avec Louis-José Houde, Marie-Mai, Messmer, Debbie Lynch-White, Jacques Rougeau, Anthony Kavanagh, Gabriel Sabourin, Yann Perreau, Véronique Claveau, MC Gilles, Mario Saint-Amand et autres.
16. (16/01/19) : Spéciale Dominique Michel avec Patrice L'Écuyer, Yves Jacques, René Simard, Louise Portal, Sylvie Moreau, Cathy Gauthier, Vincent Bilodeau et Jacques Boulanger.
17. (23/01/19) : Bernard Drainville, Marilou et Marie-Soleil Michon.
18. (30/01/19) : Serge Denoncourt, Eve Landry et Serge Laprade.
19. (06/02/19) : Spéciale Patrick Huard avec Colm Feore, Sylvie Boucher, Micheline Lanctôt, Claude Legault, Michel Courtemanche, Sophie Lorain, Alain Choquette et Martin Matte.
20. (13/02/19) : René Richard Cyr, Patrice Godin et Valérie Roberts.
21. (20/02/19) : Pascale Bussières, Nicola Ciccone et Stéphane Fallu.
22. (27/02/19) : Wilfred LeBouthillier, Virginie Fortin et Raymond Bouchard.
23. (06/03/19) : Geneviève Brouillette, Ginette Reno et Patrick Marsolais.
24. (13/03/19) : Spéciale Unité 9 avec Guylaine Tremblay, Eve Landry, Céline Bonnier, Danielle Proulx, Paul Doucet, François Papineau et Mariloup Wolfe.
25. (20/03/19) : David Savard, Béatrice Picard et Jean-Marc Généreux.
26. (27/03/19) : Spéciale «Jamais vu» avec Dominique Michel, Patrick Huard, Louis-José Houde, la gang de La Petite Vie, Raymond Bouchard, Serge Denoncourt, Ginette Reno, Claude Legault, Martin Matte, Pascale Bussières, Debbie Lynch-White, Wilfred LeBouthillier, Véronique Claveau et autres.

### Dixième saison (2019-2020)
1. (11/09/19) : Mariana Mazza, Hugo Dubé et Luc Langevin.
2. (18/09/19) : Mehdi Bousaidan, Hélène Bourgeois Leclerc et Stéphane Quintal.
3. (25/09/19) : Jean-Nicolas Verreault, Kathleen Fortin et Louise Latraverse.
4. (02/10/19) : Patrick Masbourian, Anne-Marie Dussault et Anne Dorval.
5. (09/10/19) : Nathalie Simard, Rachid Badouri et Marilyse Bourke.
6. (16/10/19) : Spéciale Luc Dionne avec Fabienne Larouche, Patrice Godin, Céline Bonnier, Dino Tavarone, Brigitte Paquette, Hélène Bourgeois Leclerc, Paul Arcand et Gildor Roy.
7. (23/10/19) : Coeur de Pirate, Bruno Marcil, et Marie Tifo.
8. (30/10/19) : Isabel Richer, Paul Savoie et Mario Pelchat
9. (06/11/19) : Spéciale Rémy Girard avec Normand Chouinard, Denis Bouchard, Pauline Martin, Francine Ruel, Marc Messier, Claude Meunier et Dominique Michel.
10. (13/11/19) : Spéciale Information avec Patrice Roy, Bernard Derome, Céline Galipeau, Marie-José Turcotte, Maxence Bilodeau, Sébastien Bovet et Raymond St-Pierre.
11. (20/11/19) : Serge Savard, Sébastien Ricard et Geneviève Schmidt.
12. (27/11/19) : Spéciale Animaux avec Stéphane Fallu, Sébastien Kfoury, Élise Guilbault, Sylvie Lussier, Pierre Poirier et Anais Favron.
13. (04/12/19) : Spéciale Denise Filiatrault avec René Simard, Normand Brathwaite, Sonia Vachon, Danièle Lorain, Pascale Bussières, Martin Drainville, Gabriel Sabourin et Mathieu Dignard-Lorain.
14. (11/12/19) : Spéciale 10 ans avec Mes Aïeux, Jessica Barker, Vincent Bolduc, Jacques Boulanger, France Castel, Véronique Cloutier, Jean-Pierre Ferland, Ricardo Larrivée, Guillaume Lemay-Thivierge, Louis Morissette, Patrick Norman, Patricia Paquin, Bruno Pelletier, Francis Reddy, René Simard et Shirley Théroux
15. (08/01/20) : Spéciale Jamais vu.
16. (15/01/20) : Spéciale Normand Brathwaite avec Réal Béland, Johanne Blouin, Élizabeth Blouin-Brathwaite, Édouard Brathwaite, Normand Chouinard, Yves Desgagnés, Luce Dufault, Denise Filiatrault, Mélissa Lavergne, Vincent Léonard, François Pérusse et Sophie Prégent
17. (22/01/20) : Fabien Cloutier, Sandrine Bisson et Serge Fiori
18. (29/01/20) : Spéciale Marina Orsini avec Marc Messier, Fanny Lauzier, Patrick Lagacé, Germain Houde, Jessica Barker, Nathalie Mallette, Nathalie Lambert, Marc Maula et Jean-Claude Lord
19. (05/02/20) : Mélanie Maynard, Marianne St-Gelais et Claude Deschênes
20. (12/02/20) : Spéciale Québec avec Patrice Robitaille, François Morency, Myriam Leblanc, Pierre-Yves Lord, Marie-Thérèse Fortin, Louise Beaudoin et François Létourneau
21. (19/02/20) : Boucar Diouf, Kim Thuy et Sophie Desmarais
22. (26/02/20) : Denis Coderre, Sébastien Delorme et Chrystine Brouillet
23. (04/03/20) : France D'Amour, Dorothée Berryman et Katherine Levac
24. (11/03/20) : Spéciale santé avec Christian Bégin, Pascale Montpetit, James Hyndman, Christiane Laberge, Jean-François Chicoine, Josée Lavigueur et Louise-Andrée Saulnier
25. (18/03/20) : Gilles Duceppe, Marie-Claude Lavallée et Jean-René Dufort
26. (25/03/20) : Spéciale Jamais vu